# Герб Турійського району
Герб Турі́йського райо́ну — офіційний символ Турійського району Волинської області, затверджений 28 травня 2003 року сесією Турійської районної ради.

## Опис герба
Герб Турійського району є відображенням історичних традицій. Він являє собою щит зеленого кольору. Низ щита заокруглений. Радіус заокруглення ½ ширини щита. На зеленому полі щита з лівого нижнього до правого верхнього кута зображена блакитна стрічка — стилізований символ річки Турія. У центрі герба — силует давньої тварини — тура, від якого і походить назва річки і районного центру. У лівому верхньому куті зображення срібного хреста — символу християнської віри і духу.
Щит обрамлений декоративним срібним бароковим картушем.

## Значення символів
У зображенні герба використано срібний, зелений та блакитний кольори. Срібло символізує чистоту, блакитний — річку, зелений — поля, ліси, що розташовані на території району.